# Roberto Erlacher
Roberto Erlacher (né le 16 septembre 1963 à Cortina d'Ampezzo, dans la province de Belluno en Vénétie) est un ancien skieur alpin italien, originaire d'Alta Badia (Colfosco).

## Palmarès

### Jeux olympiques d'hiver
| Épreuve / Édition | Sarajevo 1984 |
| Géant             | 12e           |

### Championnats du monde
| Épreuve / Édition | Bormio 1985 | Crans Montana 1987 |
| Super-G           | -           | 6e                 |
| Géant             | 6e          | 11e                |
| Combiné           | 10e         | -                  |

### Coupe du monde
- Meilleur résultat au classement général : 8e en 1987
  - 1 victoire : 1 géant

### Différents classements en Coupe du monde
| Année/Classement | Année/Classement | Général | Général | Slalom | Slalom | Géant  | Géant  | Super-G | Super-G | Combiné | Combiné |        |        |
| ---------------- | ---------------- | ------- | ------- | ------ | ------ | ------ | ------ | ------- | ------- | ------- | ------- | ------ | ------ |
| Année/Classement | Année/Classement | Class.  | Points  | Class. | Points | Class. | Points | Class.  | Points  | Class.  | Points  | Class. | Points |
| 1983             | 1983             | 29e     | 65      | 33e    | 6      | 8e     | 50     | -       | -       | 21e     | 9       |        |        |
| 1984             | 1984             | 34e     | 50      | -      | -      | 13e    | 42     | -       | -       | 24e     | 8       |        |        |
| 1985             | 1985             | 18e     | 91      | 22e    | 18     | 4e     | 73     | -       | -       | -       | -       |        |        |
| 1986             | 1986             | 12e     | 125     | 21e    | 27     | 4e     | 77     | 12e     | 21      | -       | -       |        |        |
| 1987             | 1987             | 8e      | 94      | -      | -      | 8e     | 57     | 4e      | 44      | -       | -       |        |        |
| 1988             | 1988             | 99e     | 4       | -      | -      | 25e    | 4      | -       | -       | -       | -       |        |        |
| 1989             | 1989             | 76e     | 6       | -      | -      | 25e    | 6      | -       | -       | -       | -       |        |        |

### Détail des victoires
| Saison / Épreuve | Slalom            | Total |
| 1985             | Puy-Saint-Vincent | 1     |
| Total            | 1                 | 1     |

### Arlberg-Kandahar
- Meilleur résultat : 8e place dans le super-G 1984 à Garmisch